# Acacia sphenophylla
Acacia sphenophylla é uma espécie de leguminosa do gênero Acacia, pertencente à família Fabaceae.